# Akinori Nishizawa
Akinori Nishizawa (født 18. juni 1976) er en japansk fodboldspiller.

## Japans fodboldlandshold
| Japans landshold | Japans landshold | Japans landshold |
| År               | Kmp              | Mål              |
| ---------------- | ---------------- | ---------------- |
| 1997             | 5                | 2                |
| 1998             | 0                | 0                |
| 1999             | 0                | 0                |
| 2000             | 11               | 6                |
| 2001             | 8                | 1                |
| 2002             | 5                | 1                |
| Total            | 29               | 10               |